# Volcanalis
Volcanalis (conocido en el doblaje de Latinoamérica como "El Infierno en la Tierra") es el décimo octavo episodio de la segunda temporada de la serie de televisión estadounidense de drama/policíaco/sobrenatural/Fantasía oscura; Grimm. El guion principal del episodio fue coescrito por los creadores de la serie David Greenwalt y Jim Kouf, mientras que la dirección general estuvo a cargo de David Gross. 
El episodio se transmitió originalmente el 26 de abril del año 2013 por la cadena de televisión NBC. En América Latina el episodio debutó por el canal Unniversal Chanel cuatro meses después de su estreno original el 12 de agosto del mismo año con substítulos y doblaje al español disponibles. 
En este episodio Nick y el capitán Renard trabajan por primera vez juntos en la resolución de un caso luego de que algunas personas comienzan a morir asesinadas por una criatura que dista de ser un mero Wesen. Juliette sigue luchando por controlar su memoria, la cual sigue recuperándose de forma descontrolada. Mientras en Europa Adalind se topa con una poderosa aliada que podría ayudarla con sus nuevos planes.

## Argumento
En una montaña una mujer está filmando una Fumarola y toma unas rocas para llevarlas a su hogar, pero en el proceso es atacada por un hombre que resulta ser una especie de Wesen con un parecido a un toro. Al llegar a su hogar la mujer vuelve a ser atacada, solo que esta vez por parte de una especie de hombre de lava.
En la comisaría de Portland, Hank es llevado en contra de su voluntad a tomar una vacaciones luego de 4 años de servicios sin haber tomado ni una sola.
Juliette regresa de su trabajo inicialmente lista y decida para confrontar toda clase de recuerdos que puedan aparecer, pero cuando los recuerdos comienzan a manifestarse en todas partes. Juliette trata de escapar solo para terminar teniendo un accidente en su auto. Cuando Nick la visita en el hospital, la veterinaria lo despide fríamente, alegando estar harta de tener que lidiar con cosas que no entiende por su culpa.
En la casa de Monroe, Nick, Bud y el propietario se unen para ver un partido de fútbol hasta que un deprimido Nick recibe una llamada del trabajo y se marcha. Nick investiga la muerte de Jill Prembrey la cual tiene marcas de quemaduras en su cuerpo y el último lugar que visitó es el monte Hood. Los dos detectives deciden entrevistar al jefe de Jill, Thomas Evans. Mientras los tres investigan la fumarola del Monte Hood, Thom recoge unas piedras y poco después los detectives se ven obligados a enfrentar a un desquiciado hombre llamado Markus Hemmings, quien es el mismo wesen que atacó a Jill cuando se llevó las piedras y al ser arrestado, se la pasa gritando que ahora que los que han tomado las piedras no mostraron el debido respeto, ahora van a morir. Nick y Renard discuten lo extraño que es el caso y tras llegar a un acuerdo, deciden trabajar juntos en un caso por primera vez ahora consientes plenamente de sus estados.  
Nick interroga a Markus y descubre que este solía ser un arqueólogo que se volvió loco tras la muerte de su esposa a manos de una criatura que no es un wesen: un volcanalis. Dado que Nick no sabe ni a que especie pertenece Markus o el asesino de la montaña, Nick decide buscar en los libros de la tía Marie. Esa misma noche el Volcanalis ataca a Thom Evans en su hogar, pero es detenido de matar al hombre a tiempo por la rápida intervención de Nick y Renard.
En Portland Juliette vuelve a visitar a Pilar y le comenta el problema con sus recuerdos. La mujer le da un te para la mente y le advierte que a no ser que se vuelva una parte de sus recuerdos no le espera ningún futuro. Teniendo en mente el consejo de Pilar, Juliette regresa a casa y tras toparse con un nuevo recuerdo de Nick, la veterinaria con una gran concentración se vuelve parte de su recuerdo, el cual resulta ser del día en que se mudaron juntos.
En Viena, Adalind es visitada por su amiga Frau Pech, quien le comenta que tienen una cita con Stefania Vaduva Popescu, la reina de los gitanos Schwarzwald. Al llegar al campamento donde reside Stefania, Adalind se prepara para comerciar al hijo de sangre real que tienen en su vientre. No obstante Stefania somete a Adalind a un doloroso procedimiento de muestra de sangre para comprobar si la misma no miente. Una vez que la mezcla señala que el bebe si es de familia real, la gitana le ofrece a Adalind grandes cantidades de dinero a cambio de su hijo. Adalind afirma que no está interesada en el dinero y a cambio pide de vuelta sus poderes.
Nick y Monroe encuentran en el tráiler de la tía Marie trasncriptos sobre los Taureus-Armenta y lVolcanalis. Debido a que la información sobre Volcanalis esta en latín, con ayuda de las traducciones aportadas por Renard, el equipo llega a la conclusión de que solo Markus sabe más de volcanalis que cualquiera que esté vivo. Por lo que siguiendo las indicaciones de un plan del propio Markus, Nick, Monroe y Renard consiguen derrotar a Volcanalis (temporalmente tal vez) tras a traerlo a una fábrica abandonada y hacerlo entrar en un estado de solidificación con la ayuda de nitrógeno líquido. Poco después Markus destruye el cuerpo del hombre de lava con un martillo y venga la muerte de su esposa.
En Portland, Juliette descubre en su cuarto un anillo y tras llevarlo a la sala de su casa, comienza a revivir la noche en la que Nick le propuso matrimonio.

## Elenco

### Principal
- David Giuntoli como Nick Burkhardt.
- Russell Hornsby como Hank Griffin.
- Bitsie Tulloch como Juliette Silverton.
- Silas Weir Mitchell como Monroe.
- Sasha Roiz como el capitán Renard.
- Reggie Lee como el sargento Wu.
- Claire Coffee como Adalind Schade.

## Producción
La frase tradicional al comienzo del episodio se desprende de un cuento de hadas de los hermanos Grimm titulado "El diablo con los tres cabellos dorados.
La emisión del episodio estaba programada originalmente para una semana después del episodio antecesor. Sin embargo, los eventos ocurridos en el Atentado en el maratón de Boston provocaron que el estreno se reprogramará para el 26 de abril del mismo año. El episodio se estrenó en su fecha original únicamente en Canadá.
El título del episodio originalmente había sido anunciado como Ring of Fire. No obstante a un día de su emisión en los Estados Unidos la NBC cambió su título a Volcanalis.

### Actuación
Bree Turner, quien interpreta a Rosalee Calvert, no aparece en este episodio y no fue acreditada. 
El actor Rusell Horby quien interpreta Hank, estuvo ausente debido a que el actor se había lastimado su tendón de Aquiles durante la preproducción del episodio. Debido a esto su personaje Hank fue sacado del guion al ser enviado a unas "vacaciones obligadas", mientras el actor se preparaba para su cirugía.
La actriz Shohreh Aghdashloo debuta en la serie en su papel de Stefania Vaduva Popescu, la "Zigeunersprache", conocida como la reina de los gitanos Schwarzwald cuya aparición había sido anunciada antes del regreso de la serie en el 2013.

### Continuidad
- Los motivos detrás del embarazo de Adalind están claros: recuperar sus poderes de Hexenbiest.
- Juliette recupera el control de sus recuerdos.
- Nick y Renard trabajan por primera vez juntos en un caso sabiendo sus verdaderas identidades.

## Recepción

### Audiencia
En el día de su transmisión original en los Estados Unidos por la NBC, el episodio fue visto por un total de 5.210.000 de telespectadores. No obstante el total de personas que vieron el episodio fue de 6.980.000 personas.

### Crítica
Kevin McFarland de AV Club le dio a episodio una B- en una categoría de la A a la F comentando: "Volcanalis sufre de ser muy ridículo para trabajar como diversión episódica." También comento que de igual manera le gustaron los otros elementos del episodio: "Nunca creí que diría que quiero saber que pasara con Juliette, interesándome por la tristeza de su desesperación, creo que el show podría corregir el curso de la trama y salvar el error de la pérdida de memoria. Y el destino del hijo de Adalind sin duda tendrá implicaciones más grandes: o ella recupera sus poderes y se venga o la familia real se entera y el infierno se desata. Aquí esta la esperanza para la segunda.
Shilo Adams de TV Over Mind tuvo observaciones y pensamientos positivos del episodio: "Yo si miraría una serie entera de Bud y Monroe donde van a los bares y ven juegos de fútbol. La decisión de usar color en los recuerdos de Juliette fue una genial. Me gusta como es que parece recordar más, lo más brillante/completo se vuelve ¿Simple? Si. ¿Visualmente efectivo? Definitivamente. Otro mejor momento visual: hacer que los ojos del Vocanalis se muevan antes de ser golpeado con el martillo, y continuar moviéndolos aun después de ser reducido a 1000 piezas. Muy espeluznante y muy Grimm."